# Info (Unix)
Pour les articles homonymes, voir Info.
info est un logiciel utilitaire constituant une documentation multipage et hypertextuelle destiné à aider les utilisateurs d'une interface en ligne de commande et se révélant utile lorsqu'aucun environnement graphique n'est disponible.
info traite des fichiers info, qui sont des fichiers formatés Texinfo et représente la documentation  sous forme de structure arborescente, en utilisant des commandes simples pour parcourir l'arborescence et suivre les références croisées. Par exemple :
- n va à la page suivante.
- p va à la page précédente.
- u va au nœud parent.
- l va au dernier nœud visité.
- Pour suivre une référence croisée, il suffit de déplacer le curseur sur un lien(mot précédé du caractère *) et d'appuyer sur la touche entrée.

info a d'abord été fourni avec le paquet Texinfo de GNU en alternative plus exhaustive et documentée que les pages de manuel UNIX et a été porté par la suite sur d'autres systèmes de type Unix.

## Liste de lecteursTexinfo
- info
- pinfo
- tkman
- tkinfo
- khelpcenter (en cliquant sur "Browse Info Pages")
- emacs